# Wenemar van Gemmenich

Kerpen ligt net ten westen van Keulen

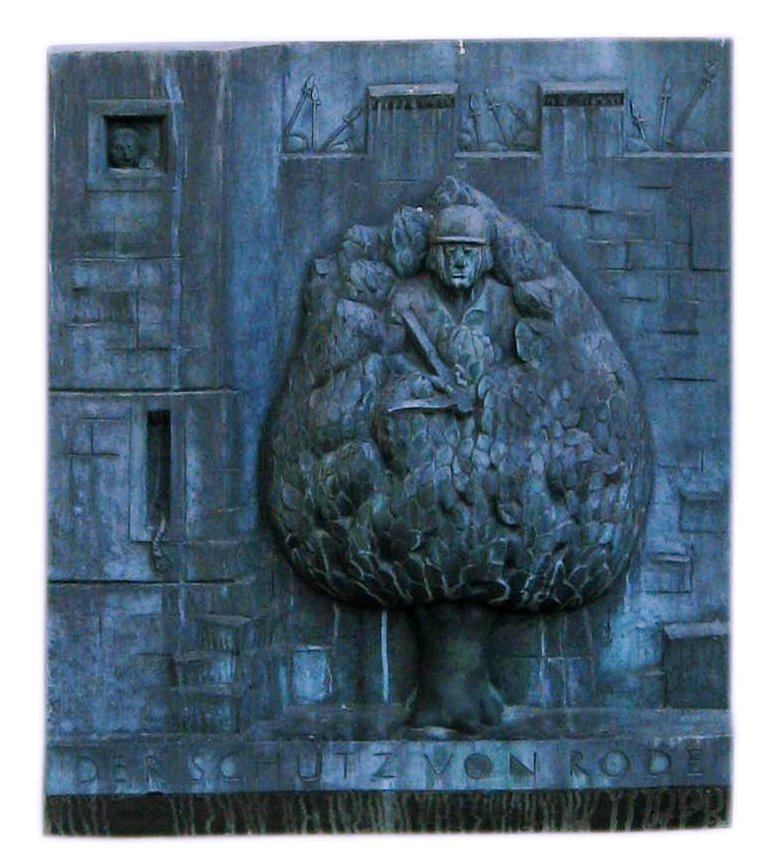
De schutter van Rode die in 1283 Wenemar van Gemmenich doodschoot vanuit een boom, herdenkingsplaquette aan het kasteel van Herzogenrath

Wenemar van Gemmenich († 1283) was een edelman en ridder uit het Rijnland, afkomstig uit het geslacht Van Gemmenich (Duits: von Gymnich). Hij was vanaf 1276 heer van Kerpen en werd via zijn huwelijk met Johanna van Hoogstraten ook heer van Hoogstraten en Wortel. De eerste oorkonde van Johanna in Hoogstraten komt echter pas in 1286 voor. Dit kan er op duiden dat het echtpaar voor de dood van Wenemar altijd rond de streek van Kerpen en Aken te vinden was. Wenemar stond bekend als een van de voornaamste ridders van zijn tijd en nam deel aan de machtsstrijd tussen het Hertogdom Brabant en de heren van Valkenburg en het aartsbisdom Keulen. Hij sneuvelde kort na het uitbreken van de Limburgse Successieoorlog (1283–1288).

## Levensloop
Wenemar wordt vermeld in oorkonden vanaf 1275, onder meer als bloedverwant van ridder Johann van Burtscheid. In 1276 verkreeg hij samen met zijn echtgenote Johanna van Hoogstraten het bezit over Kerpen, via zijn zus Beatrix, weduwe van Johann van Kerpen. Hij verkocht Kerpen in 1282 aan Jan I van Brabant, een transactie die in 1284 werd bekrachtigd door keizer Rudolf I.
In 1283 zond hertog Jan hem als bevelhebber naar het Maasland om vanuit de stad Maastricht het kasteel van Valkenburg van Walram van Montjoie-Falkenburg te belegeren. Wenemar viel diens gebied binnen, brandde verscheidene dorpen plat en belegerde uiteindelijk rond Kerstmis het kasteel van Herzogenrath. Tijdens een stormaanval op dit laatste kasteel werd hij door een pijl in het hoofd getroffen en overleed aan zijn verwondingen. Zijn dood betekende het einde van de belegering van Herzogenrath.

## Familie
Wenemar was gehuwd met Johanna van Hoogstraten, die de gelijknamige heerlijkheid meebracht in het huwelijk. Zij kregen twee dochters:
- Sophia van Gymnich, erfgename van Hoogstraten en Wortel, gehuwd met Willem van Cuijk (1265-1303).[5]
- Ida van Gymnich († 1330), gehuwd met ridder Kostgin van Berchem, heer van Ranst.[6]

## Historische betekenis
De verkoop van het kasteel van Kerpen aan de hertog van Brabant gaf hertog Jan I controle over een strategisch gelegen versterking net ten westen van Keulen. Voor de hertogen van Brabant betekende dit een belangrijke stap in hun streven naar een directe landverbinding tussen Brugge, Brussel of Antwerpen, Maastricht en de Hanzestad Keulen, als alternatief voor de waterweg via Nederland via de rivier de Rijn. De route over land liep deels langs oude Romeinse wegen. Hierdoor vond Brabant aansluiting bij het Europees handelsverkeer. Aan de westkant van Keulen bestaan nog straatnamen als Antwerpener Strasse, Brusseler Strasse, Genter Strasse, Maastrichter Strasse...  
Het bezit van Kerpen door Brabant werd door de aartsbisschop van Keulen als een directe bedreiging ervaren. Hij liet het kasteel aanvallen en gedeeltelijk in brand steken. Dit incident leidde tot een kettingreactie van militaire acties die uiteindelijk zouden uitmonden in de Slag bij Woeringen (1288), een beslissend moment in de machtsverhoudingen in het Rijnland.